# Băng tích gấp nếp
Băng tích bàn giặt, còn được gọi là băng tích nhỏ hoặc băng tích gấp nếp, là một đặc điểm địa mạo gây ra bởi sông băng. Cái tên "washboard moraine" dùng để chỉ thực tế rằng, từ không khí, nó giống như một cái bàn giặt.

## Sự hình thành
Cơ chế hình thành hình dạng giống như bàn giặt chính xác không được biết đến. Một giả thuyết cho rằng khi sông băng tan chảy, nó để lại sự tích tụ của các mảnh vụn đá dưới dạng băng tích hàng năm. Những tiến bộ và suy thoái băng hà hàng năm này khiến các đường vân song song hình thành cách nhau vài mét. Bởi vì sự tích tụ của các mảnh vỡ là hàng năm, các lớp băng tích không trở nên rất lớn và chỉ cao vài mét.
Một lý thuyết khác là do sét cơ sở, bị suy yếu do áp lực nước lỗ rỗng lớn, biến dạng lên trên thành các kẽ hở cơ bản song song một khoảng cách ngắn từ rìa băng hà. Khu vực kẽ nứt hình học tương tự như khu vực trầm tích bàn giặt đã được quan sát thấy trên kệ băng của Nam Cực trải qua một lượng lớn mở rộng theo chiều dọc, tương tự như những căng áp suất mà có thể đã được gây ra bởi các sông băng hình thành các trầm tích.

## Ví dụ
Băng tích gấp nếp có thể được nhìn thấy ở nhiều nơi như Nam Dakota, Iowa, Maine và Iceland.